# Arzano
Arzano é uma comuna italiana da região da Campania, província de Nápoles, com cerca de 37.988 (Cens.2001) habitantes. Estende-se por uma área de 4 km², tendo uma densidade populacional de 9497 hab/km². Faz fronteira com Casandrino, Melito di Napoli.

## Demografia
| Variação demográfica do município entre 1861 e 2011                               |
|                                                                                   |
| Fonte: Istituto Nazionale di Statistica (ISTAT) - Elaboração gráfica da Wikipedia |